# Samsung Galaxy Tab 2 10.1
Das Samsung Galaxy Tab 2 10.1 (Modellbezeichnung GT-P5100 (3G-Version) sowie GT-P5110 (Wi-Fi-Version)) ist ein auf dem Android-Betriebssystem basierender Tablet-Computer des südkoreanischen Konzerns Samsung. Mit einer Bildschirmdiagonale von etwas mehr als 25 cm ist dieses Galaxy Tab ein direkter Konkurrent des Apple iPad. Der Tablet-Computer ist der Nachfolger des Samsung Galaxy Tab 10.1 und in Deutschland des Samsung Galaxy Tab 10.1N. Die zweite Generation des Galaxy Tab kam im Mai 2012 in Deutschland auf den Markt und wird in zwei Versionen angeboten: nur Wi-Fi oder Wi-Fi und 3G. Der Nachfolger Samsung Galaxy Tab 3 10.1 erschien 2013.

## Technische Details
Das TFT-LC-Display misst 21,76 cm × 13,60 cm (10,1 Zoll) bei einer Auflösung von 1280 × 800 Pixeln (Pixelgröße 170 µm). Das Display hat eine maximale Leuchtdichte von 388 cd/m², einen Kontrast von 143:1 und kann bis zu 16 Millionen Farbnuancen darstellen. Im Gegensatz zu den Vorgängermodellen wurde das Display leicht entspiegelt. Dem 1,0-GHz-Dualcore-Prozessor stehen 1024 MiB Arbeitsspeicher zur Verfügung. Zu den weiteren Eigenschaften zählen eine Videokamera mit Half-HD-Auflösung (1280 × 720 Pixel ≈ 0,9 Megapixel), Mobilfunk mit HSPA+ bis 21 Mbit/s, WLAN-Unterstützung und eine 3-Megapixel-Fotokamera. Als Betriebssystem wird Android Ice Cream Sandwich 4.0 eingesetzt. Im Gegensatz zum Vorgänger wird WLAN im 5-GHz-Band nicht mehr unterstützt.
Dieses Tablet besitzt in der 3G-Version Quadband-Ausstattung sowie ein eingebautes Mikrofon und funktioniert als Mobiltelefon.
Über einen microSD-Steckplatz lässt sich der verfügbare Speicher offiziell mit bis zu 32 GiB erweitern. Inoffiziell funktionieren auch 64 GiB. Dafür muss auf der 64-GiB-MicroSD-Karte das Dateisystem FAT32 vorhanden sein. Es funktionieren allerdings nicht alle SDXC-Karten.

## Samsung Galaxy Tab 2 7"
Zusätzlich gab es auch eine kleinere Variante des Tab 2 mit nur 7" Bildschirmdiagonale, ohne Entspiegelung und einer Auflösung von 1024 × 600, wahlweise nur mit WLAN oder zusätzlich 3G und UMTS und Android 4.1.1 Jelly Bean, 2 Kameras mit 3 MP bzw. 0,3 MP, Bluetooth 3.0 und GPS. Als internen Speicher gab es 8, 16 oder Gigabyte (die kleinste Variante nur für 7"), als Arbeitsspeicher 1 GigaByte, das Gewicht betrug 344 Gramm.